# Club Atlético San Martín (Tucumán)
El Club Atlético San Martín de Tucumán es una entidad polideportiva argentina. Futbolísticamente disputa la Primera Nacional, segunda categoría del fútbol argentino. El club fue fundado el 2 de noviembre de 1909 también conocido como los Cirujas o Los Santos .
Su estadio, llamado La Ciudadela, se encuentra ubicado en el Barrio Ciudadela de San Miguel de Tucumán. El estadio y el barrio le deben su nombre a la fortaleza instalada, en ese punto, en la época colonial. Fue en esos terrenos donde se disputó, en 1812, la Batalla de Tucumán.
San Martín disputó cuatro temporadas regulares en primera división, y dieciséis Torneos Nacional de AFA.
San Martín es una de las tres instituciones del fútbol argentino, junto al Club Patronato de Paraná y Central Córdoba de Santiago del Estero , que obtuvieron títulos oficiales en competiciones de la AFA por fuera del eje fundacional del ente rector comprendido por equipos del Área Metropolitana de Buenos Aires (AMBA) y de la provincia de Santa Fe.

## Hechos destacados
- En 1943 participó por primera vez en una competencia de primera división, la Copa de la República 1943, haciendo una campaña verdaderamente meritoria al derrotar a Independiente en cuartos de final por 2 a 0. San Martín llegaría a semifinales, consiguiendo el podio en su primera participación de alcance nacional.
- En 1944 participó por segunda vez del certamen y se consagró campeón de la Copa de la República 1944. Con este logro se convirtió en el primer club campeón de un campeonato de primera división, proveniente del interior en la era profesional. San Martín iguala 2 a 2 por los cuartos de final frente a Boca Juniors y logra avanzar por diferencia de tiros de esquina a favor (en esa época era la forma de desempatar ante una igualdad, pasaba quien más córners tenía a favor). La misma modalidad pasó en la semifinal contra Sarmiento (R) en Chaco, la diferencia a favor de tiros de esquina lo depositó en la final contra Newell's partido el cual ganó por 3 a 1.
- De 1968 a 1979 participó en primera división por medio del Torneo Nacional.
- De 1981 a 1983 participó en primera división por medio del Torneo Nacional.
- En 1985 participa del último Torneo Nacional, cayendo en cuartos de final frente al campeón Argentinos Juniors.
- En la temporada 1987-88 produjo un hecho histórico donde obtuvo dos ascensos en solo un año, al clasificar desde los regionales al zonal Noroeste el cual ganó; posteriormente participó en el Dodecagonal por el segundo ascenso a primera división (al cual clasificó por haber ganado el zonal) también ganándolo y accediendo así a la primera categoría del Fútbol Argentino sin haber jugado el Nacional "B". No pudo mantenerse en la primera categoría del fútbol argentino y desciende.
- El 20/11/1988, San Martín de Tucumán consigue una abultada goleada por 6 a 1 frente a Boca Juniors en la mítica Bombonera.
- En 1992 vuelve a primera división, donde solo permanecería una temporada, despidiéndose en el partido en que Boca Juniors saldría campeón empatando 1-1 con el santo.
- El 9/5/1994, San Martín juega la copa internacional Miracolo, en donde le gana en la final de local 1 a 0 a la Roma. El gol del encuentro lo anotó José "El Cachi" Zelaya.
- El lunes 31 de marzo de 2003, San Martín sufre la peor etapa de su rica historia. Cae derrotado por penales en los octavos de final del Torneo Argentino B 2002/03 contra La Florida. A pesar de la buena campaña realizada la derrota determinaría la vuelta del santo a la Liga Tucumana ya que el Torneo Argentino B no era una categoría fija.[2]
- En el año 2004 empezó su recuperación coronándose Campeón del Torneo de la Liga Tucumana por lo cual pudo disputar el Torneo Argentino B 2004/05 y así conseguiría el ascenso al Torneo Argentino A 2005/06.
- Por el Torneo Argentino A 2005/06 llegaría a los cuartos de final del Torneo Apertura pero quedó eliminado por General Paz Juniors. Luego sería campeón del torneo clausura por lo cual debería disputar un partido final con el ganador del apertura. San Martín perdería el ascenso directo por penales frente a Villa Mitre por lo cual debería jugar la promoción contra un equipo del Nacional B (San Martín de Mendoza), en el partido de ida en la ciudadela ganó 1 a 0 y empató en Mendoza 0 a 0. Así San Martín logró el ansiado ascenso a la B Nacional 2006-2007.
- En la temporada 2007/08 logró el campeonato de Primera B Nacional terminando invicto en condición de local y así ascendería a la primera división.
- En 2009 el famoso historiador deportivo Diego Ariel Estévez, reconoce al Santo como uno de los históricos campeones del fútbol a nivel primera en el 44 en su libro "38 campeones del fútbol argentino", en donde además de hablar de los clubes más exitosos en el ámbito futbolístico de primera división, habla de los clubes poco reconocidos como campeones del fútbol local.
- En 2009 la Conmebol (Confederación Sudamericana de Fútbol) reconoció al Club Atlético San Martín a través de su revista mensual que distribuye en toda Sudamérica, la CSF dedicó una nota referida al “Centenario Santo”. En sus páginas, describe algunos puntos destacados de la historia: campeonatos, jugadores, orígenes de la institución y sobre todo, el fervor popular por el Santo.
- En 2018 logra regresar a la primera división, tras jugar el Torneo Reducido de la Primera B Nacional y vencer en la final a Sarmiento de Junín con un global de 5-2 (ida 0-1 y vuelta 5-1).[3] De este modo, San Martín jugara la temporada 2018/19 de la Superliga Argentina, y el Clásico tucumano se jugó después de 37 años en primera, que terminó en victoria del santo por 3 a 2.

## Historia

### Comienzos
El Club Atlético San Martín fue fundado por 14 jóvenes del sur de San Miguel de Tucumán, en la zona más populosa de la ciudad. Los fundadores fueron Romelio Castro, Ezequiel Riquelme, Secundino Torossi, Medardo Figueroa, Ramón Méndez, Zacarías Robles, Segundo Medina, Manuel Reynoso, Justo González, Alberto Muruaga, Segundo Rivero, Amado Pereyra, Ángel Suárez y Ramón Romano. El acta de fundación se firmó el 2 de noviembre de 1909. Desde entonces siempre fue protagonista de los torneos de la Federación Tucumana de Fútbol (el primer campeón en 1919) y torneos organizados por AFA.

### Participaciones en copas nacionales
Las copas nacionales del fútbol argentino son torneos oficiales, no regulares, organizados por la Asociación del Fútbol Argentino o sus predecesoras. San Martín participó en las tres ediciones de la Copa de la República en 1943, 1944 y 1945 siendo el único de la provincia en conseguirlo seguido por Ñuñorco con 2 participaciones y Atlético Concepción, Bella Vista, San Pablo, Provinciano y Juventud Unida de Tafí Viejo, todos ellos con una sola participación. San Martín fue campeón en la Copa de 1944 que se jugó hasta principios de 1945. En 2013 la AFA, después de un programa de revisionismo histórico, oficializó el título ganado por el club, otorgándole el reconocimiento, lo que sumó una estrella en el escudo.

### Copa de la República

#### Edición 1943
La Copa de la República comenzó a disputarse en 1943, con la inclusión de diversos equipos del interior del país y los mejores equipos de la primera división de la AFA. Cabe destacar la dificultad de conseguir un título de esa naturaleza, ya que, para clasificar al torneo, los clubes debían ganar la Copa de Competencia Británica, o por lo menos estar entre los cuatro primeros.
San Martín, luego de superar la fase para clubes del interior goleando a Independiente de Jujuy por 5 a 0 y a Sportivo Bella Vista por 7 a 2, ingresó en la fase siguiente con los equipos de primera división y los otros clasificados de las provincias, derrotando por 2 a 0 a Independiente, en cuartos de final, y luego perdiendo en semifinales con General Paz Juniors, que luego jugó la final con el campeón, San Lorenzo.

#### Edición 1944
El 4 de marzo de 1945, San Martín se consagró campeón de la Copa de la República 1944 tras eliminar a Boca Juniors, en cuartos de final, a Sarmiento (Resistencia), en semifinales, y a Newell's Old Boys, en la final, por 3 a 1. El partido se jugó en el estadio Monumental José Fierro, propiedad de Atlético, con 18 000 espectadores presenciando el encuentro, en un recinto que en esos años tenía capacidad para 12 000 personas.
San Martín, entre 45 clubes, logró clasificar en la dura primera ronda, donde goleó a Ñuñorco por 5 a 0 en Monteros y a Atlético Concepción por 4 a 0. Pasó a cuartos de final, donde empató 2 a 2 con Boca Juniors, que tenía figuras como Mario Boyé, luego de ir perdiendo 2 a 0. San Martín logró pasar a semifinales por mayor diferencia de tiros de esquina (11 a 9), y en semifinales se enfrentó con Sarmiento de Resistencia, de visitante. El partido terminó 1 a 1 y volvió a pasar por mayor diferencia de tiros de esquina (12 a 11), con lo que llegó a la gran final, en el estadio del clásico rival. San Martín le ganó por 3 goles contra 1 a Newell's Old Boys y logró dar la vuelta olímpica.
La copa duró aproximadamente un año, disputada en simultáneo con el campeonato regular de AFA. Con ese logro, San Martín es, junto a Rosario Central, Newell's Old Boys, Central Córdoba de Rosario, Colón de Santa Fe y Patronato de Paraná, uno de los únicos seis clubes del «interior» que lograron al menos un título oficial de máxima categoría de AFA en la era profesional; en este caso, una de las copas nacionales del fútbol argentino.
| Arquero: - Eduardo Larrosa Defensores: - Martín Blasco - Carlos Enrique Lacroix Mediocampistas: - Ernesto Figueroa - Mario Acosta - Mariano Coman Delanteros: - Ángel Aguilar - Ricardo Manuel Juárez - Víctor Manuel Brandan - José Lirio Díaz - Emilio Gramajo Entrenador: - Roberto Santillán |  | Larrosa Coman Lacroix Figueroa Blasco Juárez Díaz Brandan Acosta Gramajo Aguilar |  |

Las figuras del equipo eran Bissi, Lasco, Lacroix, Figueroa, Acosta, Coman, Aguilar, Espilosín, Lirio Díaz, los Juárez, Gramajo. Recién terminó su ciclo en 1956.

#### Edición 1945
San Martín fue eliminado en primera fase por Estudiantes de Santiago del Estero. El campeón fue Estudiantes de La Plata. Por diversos problemas de organización la copa se dejó de disputar.

### Participaciones en el Campeonato Nacional de primera división (1968-1985)

#### Campeonato Nacional 1968
San Martín se convierte en el primer club tucumano participante de un Torneo Nacional -creado en 1967, año en que Sportivo Guzmán, también de Tucumán, participó del Torneo Promocional-. El equipo de la Ciudadela termina ese torneo en el penúltimo lugar, encima de Huracán de Bahía Blanca, con 2 partidos ganados, 3 empatados y 10 perdidos.

#### Campeonato Nacional 1969
San Martín vuelve a quedar penúltimo, esta vez con 2 partidos ganados, 5 empatados y 10 perdidos

#### Campeonato Nacional 1970
El Nacional se divide en 2 grupos con 10 equipos en cada uno, y ahora se hacen partidos ida y vuelta (en los anteriores solo había una ronda). San Martín queda penúltimo en el grupo A, por sobre Platense. Gana 5 partidos, empata 4 y pierde 11.

#### Campeonato Nacional 1971
El Nacional sigue estando dividido en 2 grupos, pero esta vez con 14 equipos en cada uno. Se vuelve a la modalidad de solo un partido. San Martín esta vez mejora su campaña sensiblemente y se ubica finalmente en el puesto 11 del grupo B. Gana 4 partidos, empata 4 y pierde 6.

#### Campeonato Nacional 1972
La cantidad de equipos por grupo se reduce a 13. San Martín se coloca antepenúltimo en el grupo A, con 2 partidos ganados, 2 empatados y 9 perdidos.

#### Campeonato Nacional 1973
Otra vez se aumenta la cantidad de equipos por grupo, ahora a 15. Por primera vez participan dos equipos tucumanos, y por primera vez uno que no sea San Martín. La entidad "Santa" queda una vez más antepenúltima en el grupo A, con 4 partidos ganados, 2 empatados y 9 perdidos.

#### Campeonato Nacional 1974
El Nacional sufre otra reestructuración, conformándose 4 grupos de 9 equipos cada uno y con partidos de ida y vuelta nuevamente. San Martín realiza una excelente campaña, empatando con Racing Club el tercer puesto en el grupo C con 8 ganados, 6 empatados y 4 perdidos. De todas maneras no le alcanza para seguir adelante ya que solo clasifican los dos primeros de cada grupo.

#### Campeonato Nacional 1975
Se reduce la cantidad de equipos por grupo a 8, pero se mantienen los 4 grupos y la modalidad de partidos de ida y vuelta. San Martín queda antepenúltimo en el grupo A, ganando 4 partidos, empatando otros 4 y perdiendo 8.

#### Campeonato Nacional 1976
El torneo no sufre modificaciones. San Martín concluye penúltimo en el grupo B, con 2 partidos ganados, 3 empatados y 11 perdidos.

#### Campeonato Nacional 1977
El torneo no sufre modificaciones. San Martín nuevamente es el único representante tucumano. Su actuación dejó de saldo 2 partidos ganados, 10 empatados y 2 perdidos, ubicándose en el quinto puesto del grupo A.

#### Campeonato Nacional 1978
El torneo no sufre modificaciones. Atlético Tucumán vuelve a sumarse. San Martín termina una vez más en el quinto puesto, esta vez del grupo D. Ganó 4, empató 4 y perdió 6

#### Campeonato Nacional 1979
La cantidad de equipos por grupo se reduce a 7. San Martín alcanza el cuarto puesto del grupo A, compartiendo la misma cantidad de puntos que el segundo y el tercero... Consiguió 5 triunfos, 7 empates y sufrió solo 2 derrotas.

#### Campeonato Nacional 1981
El torneo no sufre modificaciones. San Martín finaliza en el penúltimo lugar del grupo B. Gana 3, empata 3 y pierde 8.

#### Campeonato Nacional 1982
La cantidad de equipos por grupo se incrementa nuevamente a 8. San Martín tiene su año de oro y logra un Segundo  puesto en el grupo D, detrás de Racing de Córdoba, con 8 triunfos, 4 empates y 4 derrotas. En cuartos de final se enfrenta a Estudiantes de La Plata (primero del grupo C). En La Plata vencen los "pinchas" por 3-1, y en Tucumán empatan en 2 goles. San Martín se despide de su mejor campaña en un Nacional.

#### Campeonato Nacional 1983
Se divide en 8 grupos con 4 equipos cada uno. San Martín juega en el grupo B junto a Argentinos Juniors, Independiente y Chaco For Ever, terminando tercero con 1 triunfo, 1 empate y 4 derrotas. En la segunda ronda le toca ir al grupo F donde se encuentra con Rosario Central y Talleres (C). Termina último con 1 ganado, 1 empatado y 4 perdidos.

#### Campeonato Nacional 1985
El torneo no sufre modificaciones. San Martin' termina PRIMERO en el grupo G compartido con Vélez, Argentinos (Firmat) y Juventud Alianza de San Juan. En la segunda ronda le toca enfrentarse a Estudiantes de Río Cuarto al que vence 4-2 de local y empata sin goles como visitante. En la tercera ronda los "Santos" se enfrentan a Argentinos de visitantes y pierden por 2-0, por lo que van a la ronda de perdedores. Le toca Instituto en Tucumán. Empatan sin goles, pero el equipo local pasa en la definición por penales. En los cuartos de final de la ronda de perdedores es otra vez Estudiantes el que trunca las ilusiones "Santas" al derrotarlo por 1-0 en La Plata.

### Descensos y Ascensos de San Martín (1988-2018)

#### 1988: Dos ascensos en un mismo torneo
En la temporada 1987/88 produjo un hecho histórico al clasificar desde los regionales al zonal Noroeste, el cual ganó, lo que le valió la entrada al Reducido por el segundo ascenso a primera división. Al obtener este último torneo accedió así a Primera sin haber jugado en el Nacional B al ganar la final contra Chaco For Ever en 1987 Es decir, que pasó de la tercera a la primera división, sin jugar en la segunda. Este hecho registra un antecedente en el primer ascenso a la máxima categoría del club San Lorenzo de Almagro, en 1914. Luego de ganar el campeonato de segunda división 1914 de la Asociación Argentina de Football, por entonces la tercera categoría, venció en la final por el ascenso a Honor y Patria de Bernal, campeón de división intermedia, que fue la segunda división en el período de 1911 a 1926. De esta manera llegó a Primera directamente desde la tercera categoría. En el año 1912 se había dado una situación similar con Banfield, campeón de la segunda división, que pasó a jugar directamente en Primera sin haber pasado tampoco por Intermedia. Pero en este caso sin obtenerlo en la cancha, ya que fue promovido directamente junto con todos los participantes de Intermedia, como un modo de aumentar el número de equipos de la división superior, ante la reciente escisión de la Federación Argentina de Football. Un tercer caso fue el del Club Sportivo Alsina, que consiguió en 1932 el ascenso desde la división intermedia a la primera división — Sección B; pero una reestructuración, a principios de 1933, le permitió conseguir uno de los ascensos a primera división de la AFAP para la temporada de ese año, al obtener el primer puesto del pentagonal B ante equipos de la primera división B.
La participación en primera tuvo como máximo hito la goleada por 6 a 1 a Boca en La Bombonera (la segunda peor goleada recibida por el equipo xeneize en su estadio desde su inauguración en 1940), aunque finalmente el equipo descendió a segunda división, la Primera B Nacional, en 1989.

#### 1992-1993: Ascenso en Isidro Casanova, su incursión en primera división
En la temporada 1991-92, tras tres temporadas militando en la máxima categoría del ascenso argentino, llegarían las alegrías. En la fase regular de la temporada 1991-92 del Nacional B finalizó en la cuarta colocación, cosechando 51 puntos en los 42 partidos que disputó, a seis unidades del campeón, Lanús. Esto le dio pasaporte al Torneo Reducido por un lugar en primera división, el cual San Martín arrancó en octavos de final. En dicha instancia debió enfrentarse a Arsenal de Sarandí, ganador del zonal Sureste. San Martín derrotaría en ambos partidos al equipo del Viaducto, ambos por la mínima diferencia. Sin embargo en cuartos de final debió enfrentar a su clásico rival Atlético Tucumán, reeditando de esta forma el Clásico Tucumano, al cual eliminó por ventaja deportiva tras empatar 1-1 en el Monumental José Fierro y 0-0 en La Ciudadela. Luego eliminaría a Nueva Chicago en semifinales (tras igualar sin goles en el estadio República de Mataderos y vencer por 2-0 como local en La Ciudadela) y logró un lugar en la final por el segundo ascenso a la primera división (el primero fue conseguido por Lanús, el campeón del torneo). El rival fue Almirante Brown de Isidro Casanova, dirigido por Osvaldo Piazza, quien se había consagrado subcampeón del torneo detrás de Lanús y llegaba al partido como amplio favorito para lograr el segundo ascenso a primera división. Sin embargo, esos 180 minutos mostrarían otra cosa. En el partido de ida jugado en La Ciudadela el club tucumano se impuso por 1-0, con un gol de Jorge López a los 40 minutos del primer tiempo. Luego en el partido de vuelta jugado en el estadio Fragata Sarmiento, en el Gran Buenos Aires, aurinegros y rojiblancos igualarían en un tanto, lo cual le dio el ascenso a San Martín con un global de 2-1. Carlos Cardozo abría la cuenta para el cuadro mirasol en el primer tiempo, lo cual llevaba la final a la definición por penales, pero el Bomba Miguel Scime en el segundo tiempo metería un gol olímpico tras un córner desde la izquierda que sorprendió al arquero local, Claudio Mele, y lograría el 1-1 final, el cual le otorgó el ascenso a los dirigidos por Nelson Pedro Chabay, el cual tras el ascenso no seguiría en la institución tucumana y ficharía inmediatamente por Deportivo Mandiyú, de Corrientes. Para afrontar la primera parte de la temporada 1992-93 en Primera, llegaría Ángel Tulio Zof, entrenador histórico del Club Atlético Rosario Central, que ganó tres títulos con la institución canalla, dos como entrenador y el restante como jugador. 
Su debut en primera división se produjo en la tercera fecha del Torneo Apertura 1992, en el estadio Tomás Adolfo Ducó frente a Huracán (el cuadro santo postergó sus primeros dos partidos, frente a Belgrano en Córdoba y Vélez en La Ciudadela, debido a que San Martín debió hacer pretemporada para prepararse para la primera división -la final del reducido del Nacional B se jugó tan solo dos semanas antes del inicio del Apertura-). Frente al Globo cayó por 0-2 con goles de Jorge Cruz y del Loco Mariano Dalla Líbera. Sin embargo, luego de ese tropezón, en ese torneo demostró actuaciones sorprendentes frente a los cinco grandes, pues de hecho de entre esos equipos solamente Independiente logró ganarle al cuadro de La Ciudadela, y por 2-1 (Gabriel Amato y Daniel Garnero anotaron para el Rojo; Mario Jiménez para el equipo santo), luego en los cuatro restantes partidos logró sacar puntos. Le ganaría a Racing Club por la mínima diferencia en La Ciudadela, con un gol de Jorge López sobre la hora, y logró empates frente a River Plate en el Monumental (por primera y única vez hasta la actualidad se llevó puntos de dicho estadio) y frente a San Lorenzo en el estadio de Huracán, ambos sin goles, y el sospechadísimo partido contra Boca Juniors en La Bombonera, que finalizó 1-1 (ver más adelante). También se destacan los triunfos conseguidos frente a Vélez en La Ciudadela, por 1-0, y frente a Gimnasia en el Bosque por 3-1, con un triplete de Óscar Juárez. 
En la última fecha San Martín debió visitar La Bombonera para enfrentar a Boca Juniors, que llegaba líder del campeonato a dos puntos de River, el escolta. Durante la semana previa al partido se generaron numerosas suspicacias en torno al resultado del mismo, muchos aseguraban que tanto Boca como San Martín habían arreglado el empate, dado que Boca con solamente empatar se consagraba campeón del Apertura, mientras que a San Martín, que necesitaba sumar puntos para engrosar su promedio del descenso, le servía ese mismo resultado. El primer cuarto de hora del partido fue muy discreto, ninguno generó situaciones reales de gol, a sabiendas de que el empate les servía a ambos equipos, dejando en evidencia las sospechas que se tenían del partido hasta ese momento. Pero a los 19 minutos del primer tiempo llegaría el baldazo de agua fría para el equipo xeneize. Raúl Roldán asistió a Ricardo Solbes, quien definió cruzado al palo izquierdo de Carlos Navarro Montoya y puso 1-0 arriba al equipo tucumano, ante la sorpresa de toda La Bombonera. Cabe destacar que con ese resultado parcial, si River, que enfrentaba a Argentinos Juniors en el estadio de Ferro, ganaba su partido el título del Apertura 1992 iba a quedar en las vitrinas del equipo millonario, dado que si bien iban a quedar igualados en puntos, el campeonato se definía a favor del equipo con mejor diferencia de gol, la cual favorecía a River (+15 contra +13 de Boca). Solbes prácticamente no festejó su gol, lo cual aumentaría las suspicacias en torno al partido. Tras el gol de San Martín el equipo del Maestro Tabárez generó incontables situaciones de gol, sin embargo convirtieron a Francisco Guillén en la gran figura del partido. Los minutos pasaban y Boca, que buscaba desesperadamente el empate, no podía convertir y se fue al descanso perdiendo 0-1 y con River que ya estaba en el campo de juego del estadio de Ferro, listo para empezar a jugar (ese partido arrancó en el entretiempo de Boca-San Martín debido a los incidentes que se produjeron en las tribunas). Sin embargo tras el descanso, a los 2 minutos del segundo tiempo, llegó la gran alegría para Boca. El cordobés Claudio Benetti (quien en ese momento reemplazaba al habitual volante central de Boca en ese momento, José Luis Villarreal, quien se encontraba lesionado producto de un desgarro que sufrió dos fechas antes ante Deportivo Español, en el mismo estadio), tras un mal rechazo del volante central Héctor Chazarreta, capturó la pelota en la mitad de la cancha, dejó en el camino al propio Chazarreta y antes de toparse con los marcadores centrales definió cruzado al palo derecho de Guillén, empatando de esa manera el partido en La Bombonera y desató la locura de los xeneizes, quienes después de once años sin títulos a nivel local lograban la corona con el empate. Luego ambos equipos hicieron un pacto de no agresión, lo cual aumentó más todavía las suspicacias, y prácticamente no se volvieron a patear al arco hasta que Francisco Lamolina dio el pitazo final. Boca finalmente se consagró campeón del Apertura. Mientras tanto en el otro partido River ganaba por 1-0 a Argentinos, con gol de Ramón Díaz; sin embargo en el entretiempo dicho partido se suspendió por los incidentes en las tribunas mencionados anteriormente, los cuales siguieron en el entretiempo (como Boca ya era campeón, ese partido se completó recién en 1993, en el cual Lauría Calvo logró el empate final 1-1 para Argentinos). San Martín otra vez hacía ruido frente a otro de los cinco grandes. 
En el Apertura 1992, el equipo tucumano finalizó en la posición 12°, cosechando 18 puntos en los 19 partidos que disputó, tomando en cuenta que el Tribunal de Disciplina de la AFA le restó dos puntos por la mala inclusión de Jorge López en el debut ante Huracán, dado que este había sido expulsado en la final del Reducido del Nacional B en Isidro Casanova, frente a Almirante Brown.
Sin embargo el cuadro tucumano realizó una desastrosa campaña en el Torneo Clausura 1993, en el cual finalizaría en la anteúltima colocación del campeonato con 12 puntos, solamente por delante de Talleres de Córdoba, último con 11 (a Talleres la AFA le descontó puntos debido a incidentes en un partido con River Plate). Empezó el torneo sufriendo cuatro derrotas al hilo, lo cual llevó a Zof a renunciar como DT del equipo; inmediatamente San Martín decidió ir a buscar a Nelson Chabay, quien como se mencionó antes se encontraba dirigiendo a Mandiyú de Corrientes en ese momento. El uruguayo finalmente decidió renunciar a Mandiyú y reasumió la dirección técnica de la institución rojiblanca, haciendo su debut en la quinta fecha, frente a River Plate en la Ciudadela, en la que San Martín conseguiría su primer punto en el campeonato tras empatar 1-1 con los goles de Jorge López para el equipo santo y de Ramón Ismael Medina Bello para los millonarios. Luego en la siguiente fecha consiguió su primer triunfo, derrotando a Newell's Old Boys en el Parque Independencia por 2-0, único triunfo del equipo rojiblanco fuera de casa en ese torneo. Solo conseguiría ganar en tres ocasiones más, frente a Platense 3-1, ante Talleres 1-0 y frente a Rosario Central en un partidazo, por 4-3, todos estos partidos jugados en el estadio de Bolívar y Pellegrini. A diferencia del torneo anterior, esta vez no pudo hacerle frente a ninguno de los cinco grandes; solo rescataría dos puntos ante estos equipos, a diferencia de los cinco del torneo anterior. Estos enfrentamientos fueron el empate mencionado frente a River en la Ciudadela, derrota frente a Racing Club por 0-2 en el Cilindro con un doblete del paraguayo Carlos Torres; empate frente a San Lorenzo en La Ciudadela por 1-1 con goles de Oscar Salomón para los locales y del Diablo Roberto Monserrat para el Ciclón; y derrota 0-2 frente a Independiente con los goles del Tigre Ricardo Gareca y de Martín Vilallonga. Finalmente descendió junto con el Tallarín en esa temporada, despidiéndose de la categoría con una derrota ante Boca Juniors en La Ciudadela, por 1-2, con los goles de Carlos Javier Mac Allister y de Alberto Carranza para los xeneizes y el empate parcial de José Alfredo Zelaya para el cuadro del sur de la capital tucumana.

#### 1993-2003: Los descensos
Tras descender en 1993, San Martín se mantendría en la Primera B Nacional hasta el 2001, como hecho destacado que en 1995 se quedó a las puertas del ascenso a primera división cuando perdió la final por el segundo ascenso frente a Colón de Santa Fe por un global de 1-4. Otro hecho destacado fue el efímero paso del Loco Martín Palermo ese mismo año tras ese ascenso perdido, quien no llegó a debutar en el club tucumano por diferencias económicas con el dueño de su pase, el Club Estudiantes de La Plata, pero se entrenó durante varias semanas con San Martín, incluso realizó la pretemporada con el equipo. En 2001 perdió ante General Paz Juniors por 3-1 y de esa manera descendió al Torneo Argentino A, torneo que solo jugaría un año cuando en un desempate ante Cipolletti perdería en el tiempo suplementario por 3-2 en Río IV y en 2002-2003 vendría el peor descenso de su historia.
2002-2003: A pesar una buena campaña (1° en el Grupo G qué disputó con Central Norte de Tucumán y Central Argentino de Santiago del Estero), descendió a la Liga Tucumana ya que la categoría del Argentino B no era fija y solo los ganadores del torneo subían de categoría y los demás equipos tenían que volver a ganar los cupos otorgados por sus ligas locales para participar de la siguiente edición. El lunes 31 de marzo de 2003 se convirtió en el peor día de la historia de San Martín ya que cayó por penales contra La Florida de Tucumán tras terminar 0-0 en los 90 minutos y 2-2 en el global.

#### 2004-2008 Histórico: Desde la Liga Tucumana a primera división
A partir de 2004 el equipo asciende de la liga local. Con Carlos Roldán como DT, San Martín juega la temporada 2004-2005 del Argentino B el cual lo gana de punta a punta y asciende al Argentino A ganándole la Final a Sportivo Patria de Formosa. Gana el Argentino A 2005-2006 pero pierde la final por el ascenso a la B Nacional con Villa Mitre de Bahía Blanca, luego conseguiría el ascenso ganando la promoción ante San Martín de Mendoza. Luego de mantenerse un año en la B Nacional, en la siguiente temporada gana el torneo, ascendiendo a primera división consiguiendo algo histórico: ascender desde la Liga Tucumana hasta la primera división.
Se coronó campeón de la B Nacional 2007-08 el 26 de mayo de 2008, tras empatar 2:2 con Chacarita Juniors, asciende a la primera división, un equipo que tenía como figuras a Germán Caffa, Juan Monge, Gustavo Ibáñez y Mariano Campodónico.

#### 2008-2009: Un nuevo descenso a la B Nacional
En primera división empezó más que bien, sumó 8 puntos en los primeros 5 partidos y comenzó en un bajón futbolístico que lo condenó a descender nuevamente a la segunda división tras quedar 16° en el Apertura 2008 y 17° en el Clausura 2009. Aunque logró ganarle por primera vez en la historia a River Plate en la Ciudadela por 3 a 1 en el Apertura 2008 y a Racing Club en el Cilindro por primera vez en la historia por 2 a 1 en el Clausura 2009.

#### 2011: Descenso al Argentino A
Tras terminar 15° en la tabla, esa mala campaña de San Martín obligó al equipo a disputar una promoción con Desamparados (San Juan) por la permanencia en la B Nacional. En la ida perdió 1-0 en San Juan, el 26 de junio de 2011 tras empatar 1-1 en su cancha, descendió una vez más al Argentino A. Militó durante cinco temporadas en la tercera categoría sin conseguir buenos resultados, hasta que en 2016 llegarían las alegrías para el cuadro rojiblanco.

#### 2016: Vuelta a la B Nacional
Con las llegadas de César Taborda, Alexis Ferrero, Esteban Goicoechea, Luciano González, Sergio Viturro, Agustín Briones, Jorge Zambrana, Daniel Dip y Ramón Lentini, San Martín se armó para retornar a la B Nacional.
En la zona E, San Martín terminó en la posición 1° con 22 puntos y 3° en la tabla general. En la Fase Final, eliminó a Guaraní Antonio Franco por ventaja deportiva tras perder 2-1 en Misiones y ganar agónicamente por el mismo marcador en Tucumán, con un gol del Toro Iván Agudiak a los 49 minutos del segundo tiempo. Después eliminó a Sportivo Belgrano de San Francisco otra vez por ventaja deportiva tras ganar por la mínima en San Francisco y caer por 1-2 en Tucumán (En medio de esto renunció Sebastián Pena y asumió Diego Cagna), en semifinales eliminó a Libertad de Sunchales tras ganar 1-0 en Santa Fe y 2-0 en la vuelta, disputada en el estadio de Bolívar y Pellegrini. 
La final la disputó con el mejor equipo del Argentino A de la temporada Unión Aconquija. Sin embargo, San Martín le ganó los dos partidos a Unión Aconquija, 1-0 en la ida, 3-2 en la vuelta.
El 26 de junio de 2016, tras vencer a Unión Aconquija en Catamarca, y exactamente el mismo día en el que se cumplían cinco años de aquel descenso contra Desamparados, San Martín retornaba a la segunda división. En su primera temporada en la Primera B Nacional San Martín debió esforzarse más de la cuenta para mantenerse en la categoría, sin embargo varias fechas antes logró dicho objetivo, para así proponerse, ya con la permanencia asegurada, intentar recuperar el lugar que había perdido hace nueve temporadas atrás: retornar a la Superliga Argentina de Fútbol.

#### 2018: El ascenso en La Ciudadela y el retorno a la primera división

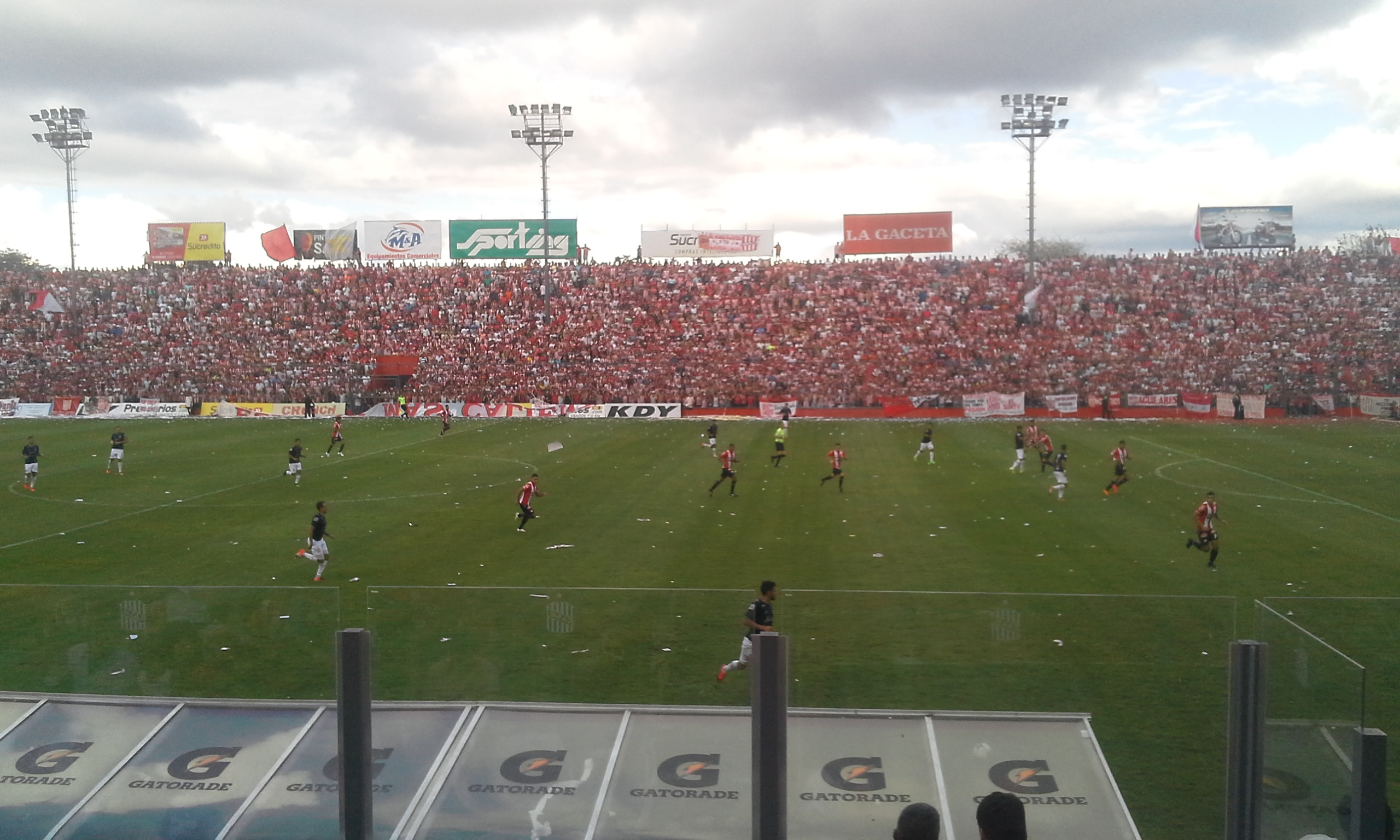
Postal de uno de los partidos del Torneo Nacional B 2017-18

Con la llegada de Roberto Sagra a la presidencia de San Martín y las incorporaciones de Ignacio Arce, Cristian Correa, Diego Martínez, Esteban Espíndola, el Paraguayo Ismael Benegas, Lucas Acevedo, Maximiliano Martínez, Alejandro Altuna, Damián Arce, Gabriel Graciani, Lucas Bossio, Walter Busse, Ivo Chavés, Sebastián Prediger, Claudio Bieler, Franco Costa, Nicolás Benegas y Sergio González, San Martín se armó con todo para repetir lo de la temporada 2007-2008 que es el retorno a la máxima categoría.
En la primera rueda terminó 7° con 20 puntos por lo que se clasificó a Copa Argentina pero Diego Cagna dejó de dirigir sorpresivamente al cuadro santo dado que le ofrecieron la dirección técnica en el fútbol colombiano, más precisamente en el Atlético Bucaramanga. Tras la salida de Diego Cagna, se hizo cargo de la conducción técnica para la segunda etapa de la B Nacional Rubén Forestello, con el que el equipo estuvo a punto de salir campeón de la Primera B Nacional, sin embargo perdió frente a Brown en Adrogué por 1-0 en la última fecha y perdió dicha posibilidad, mientras que Almagro y Aldosivi igualaron la primera posición y tuvieron que ir a un partido desempate, el cual se jugó en Sarandí. Finalmente este título quedó en manos de Aldosivi de Mar del Plata, tras derrotar al cuadro tricolor por 3-1 en el estadio de Arsenal. Tras lograr el tercer puesto en dicho torneo pudo jugar el torneo reducido en el cual empató 3 a 3 de manera increíble contra Villa Dálmine en cuartos de final, ya que terminó el segundo tiempo perdiendo 2 a 0, en el segundo tiempo con gol del ingresado Franco Costa, descontó el partido y Claudio Bieler puso el empate de cabeza. un minuto después los violetas se pusieron nuevamente arriba y, sobre el final, Juan Galeano puso el empate agónico, a los 48 minutos del segundo tiempo, en una jugada en la que la visita se salvaba de milagro tras una increíble atajada de Martín Perafán y un rechazo sobre la línea del arco. De este modo, el cuadro santo clasificó debido a la ventaja deportiva. En semifinales debió enfrentarse a Agropecuario de Carlos Casares, que dio la sorpresa tras eliminar contra todos los pronósticos en cuartos de final a Almagro, el subcampeón del torneo, de visitante en José Ingenieros por 2-0. El cuadro santo prevaleció ganando en casa por 3-0 en el partido de vuelta, tras empatar sin goles en el estadio Ofelia Rosenzuaig y así llegó a la final del torneo en la cual debió enfrentarse a Sarmiento de Junín. El equipo juninense venía de eliminar a Instituto de Córdoba en cuartos de final, y a Brown de Adrogué, la gran revelación del torneo, en semifinales. En el partido de ida disputado en Junín el verde se impuso por 1-0, con gol de Nicolás Miracco desde los doce pasos. Sin embargo en el partido de vuelta jugado en Tucumán, el equipo santo arrasó a su rival por 5-1. Fue tanta la superioridad exhibida por el cuadro tucumano, al grado de que en 3 minutos del primer tiempo, San Martín ya estaba arriba por 2-0 con los goles de Lucas Acevedo y Gonzalo Rodríguez. Luego en el segundo tiempo San Martín liquidó el partido con dos goles del Taca Claudio Bieler, uno de ellos de tiro libre, y el restante de Acevedo. Nahuel Estévez descontó sobre el final para el Verde pero ese gol ya no servía para nada. Esta es la segunda consagración que logra el equipo tucumano en su estadio, la última había sido en el Torneo Argentino B 2004-2005 en donde había derrotado a Sportivo Patria de Formosa. Tras 9 años San Martín volvió a jugar en la Superliga Argentina de Fútbol. Se destacaron Claudio Bieler, Gonzalo Rodríguez, Juan Galeano, Ismael Benegas y Matías García.

### Temporada 2018-19 en la Superliga

#### Un nuevo descenso a la B Nacional
Para esta nueva temporada en la Superliga, San Martín sumó como refuerzos a Rodrigo Moreira, que ya había jugado en el club en la temporada 2016-17, Jorge Carranza, Lucas Diarte, Matías Cahais, Damián Schmidt, el chileno Fernando Cordero, los uruguayos Hernán Petryk y Álvaro Fernández, Julián Vitale, Emiliano Purita, Tino Costa, Adrián Arregui, Nicolás Giménez, Marcos Figueroa, Luciano Pons y Fabián Espíndola. El equipo también sufrió algunas bajas importantes, como las salidas de Juan Galeano y el paraguayo Ismael Benegas.
Tras dos años sin participar en Copa Argentina, el santo vuelve a disputar los 32.os de final de dicha competición, eliminando a Patronato por 2 a 1 con un doblete de su capitán y goleador Claudio Bieler. Tras superar al conjunto entrerriano, se enfrentó a Boca Juniors por los 16.os de final, y a pesar de haber demostrado un buen rendimiento en gran parte del encuentro, perdió 2 a 0 y quedó eliminado con goles de Edwin Cardona y de Ramón Ábila.
El 20 de agosto de 2018, San Martín haría su debut en su vuelta a la máxima categoría, recibiendo en condición de local a Unión de Santa Fe. Tras ir ganando 1 a 0, el resultado final fue 1 a 1. En su regreso a Primera, a San Martín le costó mucho conseguir un triunfo: en sus primeros ocho partidos empató cuatro (todos en condición de local) y perdió cuatro (todos en condición de visitante). Al cabo de cuatro fechas, Rubén Forestello fue despedido de su cargo, siendo reemplazado interinamente por Ariel Martos y definitivamente por Walter Coyette. En la fecha 9 logró su primera victoria, como local ante Racing Club, a la postre campeón del torneo, por 2 a 1 con dos goles de Claudio Bieler, tras ir perdiendo 1 a 0. En la fecha 11 volvió a triunfar por 2 a 0 ante San Martín de San Juan. En el clásico tucumano de la fecha 14, San Martín visitó a su rival Atlético Tucumán, imponiéndose 3 a 2 tras haber remontado una desventaja de dos goles. Sin embargo, la primera etapa del campeonato local culminaría con una derrota como local 3 a 0 ante Newell's Old Boys.
Para afrontar la segunda etapa de la Superliga, San Martín incorporó a Pedro Fernández, Oliver Benítez, Nahuel Menéndez, Gonzalo Lamardo, Rodrigo Gómez, Nicolás Delgadillo, Ramiro Costa y Valentín Viola.
En el primer partido de la segunda etapa del campeonato, por la fecha 16, San Martín visitó a Tigre, y a pesar de demostrar algunos indicios de mejora en su juego, solo consiguió empatar. En los siguientes tres partidos, San Martín solo consiguió un empate y dos derrotas, que lo dejaban seriamente comprometido en la lucha por la permanencia, y provocaron la renuncia de Gastón Coyette. Floreal García se haría cargo del equipo interinamente para enfrentar a River Plate por la fecha 20, donde el equipo perdió 2 a 1. A falta de cinco fechas para la finalización del campeonato, San Martín estaba obligado a conseguir al menos 12 de los 15 puntos restantes en juego para aspirar a lograr la permanencia. Con este objetivo, la dirigencia del club tucumano anunció la contratación de Ricardo Caruso Lombardi para hacerse cargo de la dirección técnica del equipo. El debut del nuevo entrenador generó una gran expectativa entre los hinchas, pero en el debut ante Lanús el equipo cometió los viejos errores de siempre, y perdió 2 a 1. Días después enfrentaría a Agropecuario por los 32.os de final de la Copa Argentina 2018-19, venciéndolo por penales. Por la fecha 22 de la Superliga, San Martín venció como visitante a Huracán por 3 a 1, pero en la fecha siguiente perdería como local 4 a 1 ante Boca Juniors, sellando así su descenso a la segunda categoría dos fechas antes de la finalización del campeonato. En medio de rescisiones de contrato, San Martín terminaría su participación en la Superliga con dos empates, 1 a 1 con Estudiantes de visitante, y 0 a 0 contra San Lorenzo en condición de local.

#### Su participación en la Copa de la Superliga
En la primera ronda de la Copa de la Superliga, San Martín enfrentaría a Unión de Santa Fe. El partido de ida en Tucumán culminó con un empate 1 a 1, y en la ciudad de Santa Fe, el conjunto de Unión venció al equipo tucumano por 3 a 0, cerrando así la competencia oficial del club tucumano en la temporada.

### Temporada 2019-20 en la Primera Nacional
Tras el descenso, el Santo encara la Primera Nacional (anteriormente llamada B Nacional), bajo la conducción técnica de la dupla Favio Orsi-Sergio Gómez y la llegada de refuerzos como Ignacio Arce, que ya había jugado en el club en la temporada 2017-18, Abel Luciatti, Nicolás Giménez (proveniente de Rosario Central), Emiliano Amor, los dos ex Atlético Tucumán uno Pier Barrios y el otro Juan Mercier, los tres ex San Martín de San Juan uno Claudio Mosca, otro Matías Fissore y el otro Fernando Brandán, los uruguayos Luis Aguiar e Ignacio González Brazeiro, la compra del Pase a San Lorenzo por Emiliano Purita, Mauro Bellone, Nicolás Castro y Sebastián Matos, y las bajas de Lucas Acevedo a Colón de Santa Fe, por una cifra de u$s 500.000, de Matías García a Gimnasia La Plata, de Tino Costa a Atlético Nacional de Colombia, la partida de Maximiliano Martínez a San Martín de San Juan, entre otros.

## Rivalidades
Su clásico rival histórico es Atlético, con quien disputa el Clásico tucumano, el cual es reconocido como uno de los más convocantes, pasionales e importantes del país. 
En el historial del clásico San Martín ganó 104, Atlético 100 y empataron 90. l

### Clásicos Alternativos
Los clásicos alternativos, generados principalmente por enfrentamientos entre hinchadas, se dan contra:
- Talleres (Córdoba)
- Colón (Santa Fe)
- Almirante Brown[nota 1][10][11]
- Godoy Cruz Antonio Tomba (Mendoza)
- Racing de Córdoba (Córdoba)

## Jugadores

### Plantel 2025
- Actualizado el 19 de junio de 2025

- Los equipos argentinos están limitados a tener un cupo máximo de seis jugadores extranjeros, aunque solo cinco podrán firmar la planilla del partido

#### Altas
| Invierno           |                |                           |          |
| Nicolás Castro     | Centrocampista | Atlético Tucumán          | Libre    |
| Mauro González     | Centrocampista | Al-Ain                    | Libre    |
| Aaron Spetale      | Delantero      | Atlético Tembetary        | Libre    |
| Verano             |                |                           |          |
| Claudio Araujo     | Defensa        | Cerro                     | Libre    |
| Federico Murillo   | Defensa        | Ferro                     | Libre    |
| Mauro Osores       | Defensa        | Atlético Tucumán          | Libre    |
| Mateo Pérez        | Defensa        | Banfield                  | Libre    |
| Franco Quiroz      | Defensa        | San Telmo                 | Libre    |
| Hernán Zuliani     | Defensa        | Defensa y Justicia        | Préstamo |
| Nahuel Cainelli    | Centrocampista | Estudiantes de Río Cuarto | Libre    |
| Gabriel Hachen     | Centrocampista | Platense                  | Libre    |
| Aníbal Paz         | Centrocampista | San Pablo de Tucumán      | Libre    |
| Jesús Soraire      | Centrocampista | Banfield                  | Libre    |
| Juan Cruz Esquivel | Delantero      | Tigre                     | Préstamo |
| Franco García      | Delantero      | Cobresal                  | Libre    |
| Martín Pino        | Delantero      | Godoy Cruz de Mendoza     | Préstamo |
| Lautaro Taboada    | Delantero      | North Texas               | Libre    |

#### Bajas
| Invierno            |                |                             |                       |
| Mateo Pérez         | Defensa        | Técnico Universitario       | Rescisión de contrato |
| Verano              |                |                             |                       |
| Franco Herrera      | Guardameta     | Newell's Old Boys           | Fin del préstamo      |
| Gonzalo Bettini     | Defensa        | Colón de Santa Fe           | Fin de contrato       |
| Agustín Dattola     | Defensa        | Almirante Brown             | Fin del préstamo      |
| Lucas Diarte        | Defensa        | Belgrano de Córdoba         | Fin del préstamo      |
| Guillermo Ferracuti | Defensa        | Atlanta                     | Fin de contrato       |
| Máximo Levi         | Defensa        | Almirante Brown             | Rescisión de contrato |
| Diego Mastrángelo   | Defensa        | Gimnasia y Esgrima La Plata | Fin del préstamo      |
| Matías García       | Centrocampista | Aldosivi de Mar del Plata   | Rescisión de contrato |
| Pablo Hernández     | Centrocampista | Retiro                      | Fin de contrato       |
| Iván Molinas        | Centrocampista | Nueva Chicago               | Fin de contrato       |
| Alex Salcedo        | Centrocampista | 9 de Julio de Rafaela       | Fin de contrato       |
| Junior Arias        | Delantero      | Palestino                   | Fin de contrato       |
| Gonzalo Klusener    | Delantero      | Arsenal de Sarandí          | Fin de contrato       |
| Lautaro Fedele      | Delantero      | Defensa y Justicia          | Fin del préstamo      |

#### Cesiones
| Jugador        | Posición  | Destino    | Fin del préstamo |
| -------------- | --------- | ---------- | ---------------- |
| Nahuel Banegas | Defensa   | Tigre      | 31-12-2025       |
| Iván Zafarana  | Defensa   | All Boys   | 31-12-2025       |
| Mauro Verón    | Delantero | Managua FC | 31-12-2025       |

### Ídolos y jugadores destacados
- Jacinto Eusebio Roldán: Es el máximo ídolo del club. El Rey, como se lo conocía en esa época, llegó a jugar en el Seleccionado Nacional. Elegido como uno de los mejores jugadores de la historia del club por la hinchada.
- Juan Carlos Carol: Considerado el jugador más emblemático de la historia junto a Eusebio Roldán, Carol fue el que convirtió mayor cantidad goles. Vendido a Cerro de Montevideo, cuando regresó fue el DT que trajo innovaciones en el fútbol tucumano al incorporar un Preparador Físico y un Médico junto a los planteles, algo desconocido a fines de los años 60 en Tucumán.
- Lirio Díaz: Autor del gol más importante de la historia del club, el segundo en la final de la Copa de la República 1944 ante Newell's Old Boys. Las crónicas de la época hablan de un gol mejor aún que el de Maradona a los ingleses, para el delirio de los casi 20000 hinchas que asistieron a la final.
- Juan Carlos Carol es el máximo goleador del club en los clásicos tucumanos.
- Ramón Espilosín: Integró el equipo semifinalista de la República en 1943 junto a Bissi, Lasco, Lacroix, Figueroa, Acosta, Coman, Aguilar, Lirio Díaz, los Juárez, Gramajo, etc. Debutó a los 18 años en el año 1939.
- Roberto Santillán, también conocido como Don Roberto, fue director Técnico desde el año 1939 hasta 1956. Durante este período, el club obtuvo 30 títulos de campeón, entre ellos el de la Copa de la República en 1944. Asesor permanente del Club hasta su muerte en el año 1996.
- Miguel Sánchez, conocido como Cucaracha Sánchez. Delantero veloz que llegó de Bella Vista en 1969, fue vendido a Racing Club en 1971.
- Humberto Daniel Gutiérrez, delantero, uno de los máximos ídolos del club. Vendido a Vélez Sarsfield, luego jugó en Boca Juniors, donde fue ídolo.
- Ricardo Adet, considerado por los hinchas santos como el mejor arquero que se vio en Tucumán en toda la historia.
- Roberto Karanikolas, delantero nacido en General Mosconi, Salta. Lo trajo de su pueblo natal Federico Akemeier, luego jugó Vélez Sarsfield, América de Cali, Cerro de Montevideo. También fue un goleador nato, tenía una pegada muy fuerte.
- Emilio Abraham era el arquero suplente de Adet. Fue cedido a préstamo a Ferrocarril Oeste, luego vendido a Independiente, donde fue titular y llegó a jugar en el Seleccionado Argentino.
- Don Segundo Corvalán, más conocido como el negro Segundo, jugaba en la época en la que San Martín enfrentó al Santos y fue fotografiado con Pelé. También fue DT.
- Francisco Guillén, fue elegido por la revista El Gráfico como mejor arquero del Torneo Apertura 1992.
- Federico Armando Akemeier, delantero nacido en Vespucio, Salta, luego se radicó en Tucumán. En su momento, fue declarado intransferible por el club.
- Gustavo Ibáñez, El Super Ratón. En el año 2002, luego de sus destacadas actuaciones en la Liga Tucumana, Ibáñez fue traspasado a San Martín, donde se destacó como uno de los favoritos de los hinchas y protagonizó los ascensos al Argentino A y al Nacional B. En la temporada 2007/08 regresó a San Martín y ayudó al club en su tercer ascenso a Primera.

### Jugadores y técnicos destacados que pasaron por el club
- Martín Palermo, breve paso por el club en 1995, no disputó ningún partido ya que no fue tenido en cuenta por el club, se terminó marchando a Estudiantes de la Plata, donde curiosamente marcó su primer gol ante San Martín.
- Matías Kranevitter, primeras inferiores en el club.
- Ricardo Gareca, dejó al club a las puertas del ascenso a primera división en 1995, luego de perder la final ante Colón
- Juan Manuel Llop, ídolo en Newell's Old Boys, terminó su carrera en San Martín.
- Francisco Ferraro, campeón del mundo con la Sub-20 de Messi y Agüero.
- Ángel Tulio Zof
- Diego Cagna, multi campeón con Boca Juniors, se convierte en entrenador del plantel superior en 2016 devolviendo al ciruja a la Primera B Nacional tras 5 años de ausencia.

### Equipo Liguista
Al estar afiliado a la Liga Tucumana de Fútbol, San Martín debe presentar todos los años un equipo que participe del Torneo Anual de la Liga Tucumana, una de las ligas regionales que componen la quinta división del fútbol argentino. 
El equipo está destinado a ser uno de los escalones entre las categorías juveniles del club y el primer equipo, y está compuesto, generalmente, de jóvenes promesas entre las edades de 18 y 23 años.

## Indumentaria
Uniforme: Como marca la historia, la camiseta titular u oficial del club deberá respetar los colores rojo y blanco. La camiseta y su diseño básico, inspirada en los uniformes utilizados por el General San Martín, no fue modificado a través de los años, a diferencia de otros clubes.
- En los emblemas mencionados anteriormente se destacan 11 franjas rojas y blancas que simbolizan a los 11 jugadores en el campo de juego, aunque también son recordadas sus camisetas verde, amarilla, gris y naranja.

| Período       | Proveedor    |
| ------------- | ------------ |
| 1980–1981     | Sportlandia  |
| 1982–1984     | Nanque       |
| 1985–1987     | Zeus         |
| 1987–1994     | Topper       |
| 1994–1996     | Reusch       |
| 1996–2001     | Lotto        |
| 2001–2002     | Mebal        |
| 2002–2003     | Team Foot    |
| 2003–2004     | Aga Deportes |
| 2004–2005     | Brisa        |
| 2005–2007     | Lotto        |
| 2007–2011     | Kappa        |
| 2011–2013     | Penalty      |
| 2013–2016     | Joma         |
| 2016–2023     | KDY          |
| 2023–2025     | Kelme        |
| 2025–Presente | Kappa        |

| Período       | Patrocinador                            |
| ------------- | --------------------------------------- |
| 1983–1984     | Vinos Padrino                           |
| 1985–1987     | Zeus                                    |
| 1987–1989     | Lotería de Tucumán                      |
| 1989–1990     | Relax Suavegom                          |
| 1990–1991     | Panificación El Mundo                   |
| 1991–1992     | Compañía de Circuitos Cerrados          |
| 1993–1995     | Lotería de Tucumán                      |
| 1995–1996     | Caja Popular Tucumán                    |
| 1996–2002     | Cerveza Norte                           |
| 2002–2008     | Refinor                                 |
| 2008–2011     | Motomel                                 |
| 2011–2013     | Secco / Aguas BIO                       |
| 2013–2014     | Motomel / Secco                         |
| 2014–2016     | Secco                                   |
| 2016–2020     | Secco / Emilio Luque Supermercados      |
| 2020–2021     | Rapicuotas / Banco Sucrédito / Marathon |
| 2022–Presente | Caja Popular de Ahorros / Marathon      |

### Camisetas a lo largo de la historia
Titulares
| 1968 | 1974 | 1975 | 1982 | 1983 | 1985 | 1986 | 1988 (1) | 1988 (2) |
| ---- | ---- | ---- | ---- | ---- | ---- | ---- | -------- | -------- |
|      |      |      |      |      |      |      |          |          |

| 1988/89 | 1989/90 | 1991/92 | 1992/93 | 1992/93 (2) | 1993/94 | 1994 | 1994/95 | 1996/97 |
| ------- | ------- | ------- | ------- | ----------- | ------- | ---- | ------- | ------- |
|         |         |         |         |             |         |      |         |         |

| 1997/98 | 1999/00 | 2000/01 | 2001/02 | 2002/03 | 2004 | 2004/05 | 2005/06 | 2007/08 |
| ------- | ------- | ------- | ------- | ------- | ---- | ------- | ------- | ------- |
|         |         |         |         |         |      |         |         |         |

| 2008 | 2008/09 | 2009 (Centenario) | 2009/10 | 2010/11 | 2011/12 | 2013/14 | 2014/15 | 2016 |
| ---- | ------- | ----------------- | ------- | ------- | ------- | ------- | ------- | ---- |
|      |         |                   |         |         |         |         |         |      |

| 2016/17 | 2017/18 | 2018/19 | 2019/20 | 2021 | 2022 | 2023 | 2024 | 2025 |
| ------- | ------- | ------- | ------- | ---- | ---- | ---- | ---- | ---- |
|         |         |         |         |      |      |      |      |      |

## Escudo
La insignia social es un escudo con once fajas verticales alternadas blanco y rojo y cruzadas diagonalmente de arriba abajo y de izquierda a derecha por una banda de color blanco con las letras "C.A.S.M." en rojo. Con el tiempo no se modificó totalmente, solo se lo actualizó. 
La actualización más significativa fue, en el año 2014 donde la A.F.A. reconoció como campeonato oficial al logrado por la institución en el año 1944, por lo que se agregó en la parte superior una estrella conmemorativa.

## Instalaciones

### Estadio
San Martín fue el primer campeón de la Federación Tucumana de Fútbol, en 1919. La popularidad ganada con ello lo llevó a construir un estadio inaugurado en 1924. Sin embargo los malos resultados deportivos y la acumulación de deudas obligaron al club a vender el estadio en 1929.
En 1930 después de la mala experiencia vivida; socios y dirigentes más unidos que nunca, bajo la presidencia del ingeniero. Mario Bron compran el inmueble de Av. Pellegrini y Bolívar, terreno en el que se levanta actualmente el estadio. Dos años más tarde y ya bajo la presidencia de Francisco San Juan se lo inaugura, precisamente un 24 de marzo de 1932, donde disputó un partido internacional frente al Team Uruguay Postal de Montevideo, ese día se hicieron presentes el gobernador de la provincia Juan Luis Nougués y las autoridades correspondientes de la Federación Tucumana de Fútbol; por entonces el predio contaba con una coqueta tribuna oficial metálica, exclusiva para los asociados y dirigentes, también se trajo desde el primer estadio de Alberdi y Bolívar la vieja tribuna de madera, que se la ubicó en el sector de Av. Pellegrini. El estadio fue denominado La Ciudadela, nombre con múltiples significados, pues ese era el nombre que llevaba la fortaleza instalada en ese punto desde la época colonial, razón por la cual así fue llamado el barrio; también fue en esos terrenos donde se disputó en 1812 la Batalla de Tucumán, decisiva para la Independencia de Argentina; finalmente el club y sus simpatizantes asumieron la idea de que el estadio, debía ser un "fortín" o "ciudadela", en la que el equipo resultara invencible.

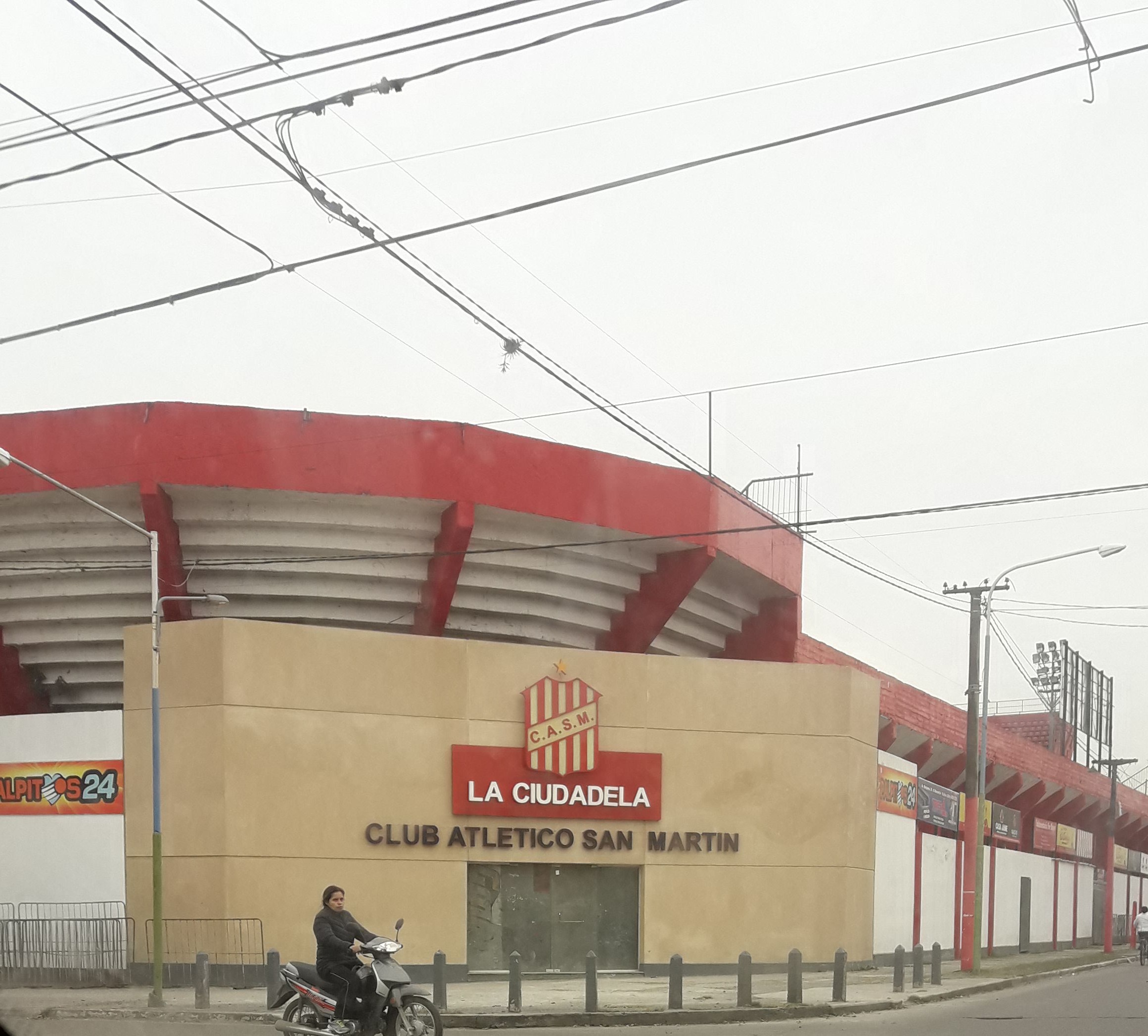
Esquina de Bolívar y Pellegrini, uno de los ingresos al estadio.

Durante la presidencia de Ernesto García Soaje San Martín creció a pasos agigantados y sobre todo en lo que a obras en el estadio se refiere, llevándose se capacidad de 5.000 personas a 8.000 a fines de 1968. Este hecho permitía por su comodidad lograr una mayor concurrencia de espectadores y por ende que las recaudaciones fueran aumentando permanentemente. Desde el instante mismo en que el Ingeniero Natalio Mirkin asumía la presidencia del club en 1973 se comprometió a continuar los ambiciosos planes tendientes a dotar al estadio de mayores comodidades. Es así que se decide encarar la ampliación de las tribunas populares sobre calles Rondeau y avenida Pellegrini y, en agosto de 1976, se inaugura la ampliación sobre el sector sur que daban cabida a 3000 personas, con lo que el estadio tenía ya una capacidad de 13 000 espectadores.
Además de jugar de local San Martín, en la Ciudadela anualmente se juega la final de la Liga Tucumana. 
Desde el instante mismo en que el Ingeniero Natalio Mirkin asumía la presidencia del club en 1973 se comprometió a continuar los ambiciosos planes tendentes a dotar al estadio de mayores comodidades. Es así que se decide encarar la ampliación de las tribunas populares sobre calles Rondeau y avenida Pellegrini y, en agosto de 1976, se inaugura la ampliación sobre el sector sur que daba cabida a 1000 personas, con lo que el estadio tenía ya una capacidad de 21 550 espectadores. Unos meses más tarde, mayo de 1977, se habilita la ampliación de la tribuna que da espalda a la avenida Pellegrini para 4500 espectadores más, con la construcción de los codos de calle Pelegrini y calle Bolívar, finalmente la capacidad del estadio llegó a 26 050 aficionados. Además de jugar San Martín en el estadio todos los años se juega la final de la Liga Tucumana de Fútbol. En mayo de 2016 se aprobó el proyecto de la creación de una nueva bandeja en la tribuna oficial sur.
En la actualidad, el estadio cuenta con una capacidad de 26 250 personas luego de la última ampliación.

### Complejo polideportivo Ingeniero Natalio Mirkin
La vida institucional de San Martín cumplió diversas etapas. En 1973 se inició una que sería fundamental para el despegue definitivo en lo que a su crecimiento se refiere, cuando el Ingeniero Natalio Mirkin llegó a la presidencia del club, acompañado por un grupo que estaba dispuesto a trabajar fuerte para lograr lo que para muchos se asemejaba a una misión imposible.
El fútbol fue, es y será el principal patrimonio de San Martín; a través de él creció y se hizo grande. Pero con el correr de los años, el fútbol dejó de ser algo exclusivo en su vida. Otras actividades se fueron incorporando paulatinamente con diferente suceso. El desaparecido "Solar de los Deportes" fue utilizado durante mucho tiempo como anexo deportivo. Pero llegó el momento en que fue necesario crecer porque todo lo existente había quedado chico. Y la idea de construir un complejo deportivo comenzó a rondar por la mente de los dirigentes. El proyecto fue tomando forma desde el momento que asumió la directiva. "El nuevo San Martín" fue el lema que acompañó a Mirkin y su gente.
Entre muchas y arduas gestiones, se logró obtener un espacio de 17 hectáreas cedidas por el gobierno provincial en concesión. Está ubicado en la zona de Cebil Redondo, sobre el Camino del Perú y España, en las adyacencias del ex Ingenio San José, en lo que podrían ser las primeras estribaciones de Horco Molle, y que también, en el fondo, abarca el norte de Marcos Paz y Yerba Buena.
A fines de 1977 se iniciaron las obras. Un ejército de hombres y máquinas realizaron una febril tarea que estuvo controlada de cerca por Daniel Navarro Abadié, un sanmartiniano de alma. El arquitecto Mario Fernández Bravo fue el encargado de dirigirlas. El 17 de diciembre de 1978 el sueño se hizo realidad. Ese día fue oficialmente inaugurado el complejo General San Martín (hoy Complejo polideportivo del Club San Martín Ingeniero Mirkin), el más amplio y completo de todo el noroeste argentino.
Las instalaciones básicas que se inauguraban abarcan cerca olímpica, forestación con 1500 ejemplares diversos, caminos internos vehiculares con playas interiores de libre estacionamiento, caminos peatonales, a cuya vera hay plantas con flores, un lago artificial de 6.000 m² que permite la navegación con botes y la práctica de la pesca, un tanque en altura de 30 000 litros, con pozo de bombeo con agua cristalina y pura, aprobada en su salubridad por organismos bioquímicos especializados, edificios de 1200 m² de superficie cubierta con vestuarios de primera categoría, agua fría y caliente, oficinas administrativas, sala de primeros auxilios, consultorios médicos, salón para actividades sociales, culturales y recreativas, varios quinchos, 1000 m cubiertos más sombrillas playeras a la par de los mismos, parrillas individuales, cantina, bar, comedor, 2 canchas de fútbol, 3 de voleibol, 3 de básquet, una de rugby, 5 de tenis, una pileta de natación para niños, otra olímpica de 21 por 50 metros, pista de atletismo, canchas de hockey y patín, guarderías infantiles, kinder club y salas especiales para jugar ajedrez.
El complejo polideportivo Sanmartiniano cuenta con recientes nuevas instalaciones y renovaciones, además de las ya mencionadas:
- Seis canchas de fútbol reglamentarias de fútbol (dos con luz artificial), que son utilizadas por el plantel profesional y las divisiones inferiores, además, dos canchas de fútbol 7, de las cuales una cuenta con luz artificial.
- Dos canchas de Hockey de césped sintético.
- Programa de reforestación en los accesos principales y en los alrededores del predio.
- Iluminación general: Se desarrolló un relevamiento lumínico en todo el Complejo, con nuevas luminarias en los sectores que antes se encontraban sin luz.
- Gimnasio para el plantel de fútbol profesional y otro gimnasio para los jugadores de fútbol amateur.
- El Complejo cuenta con una enfermería de 9 a 18, todos los días.
- Remodelación y reacondicionamiento de sanitarios.
- Personal de vigilancia las 24 horas.
- Cantina - bufet abierta durante todas las jornadas deportivas y recreativas

Para las distintas expectativas de los socios, el club, cuenta con diversas disciplinas deportivas:
- Fútbol
- Fútbol Femenino
- Fútbol 5
- Básquet
- Hockey
- Vóley
- Tenis
- Rugby
- Sóftbol
- Natación
- Artes Marciales

De las cuales, dos de las mencionadas disciplinas son profesionales:
- Fútbol (Actualmente en la Primera Nacional)
- Básquet (Actualmente en el La Liga Federal)

## Popularidad

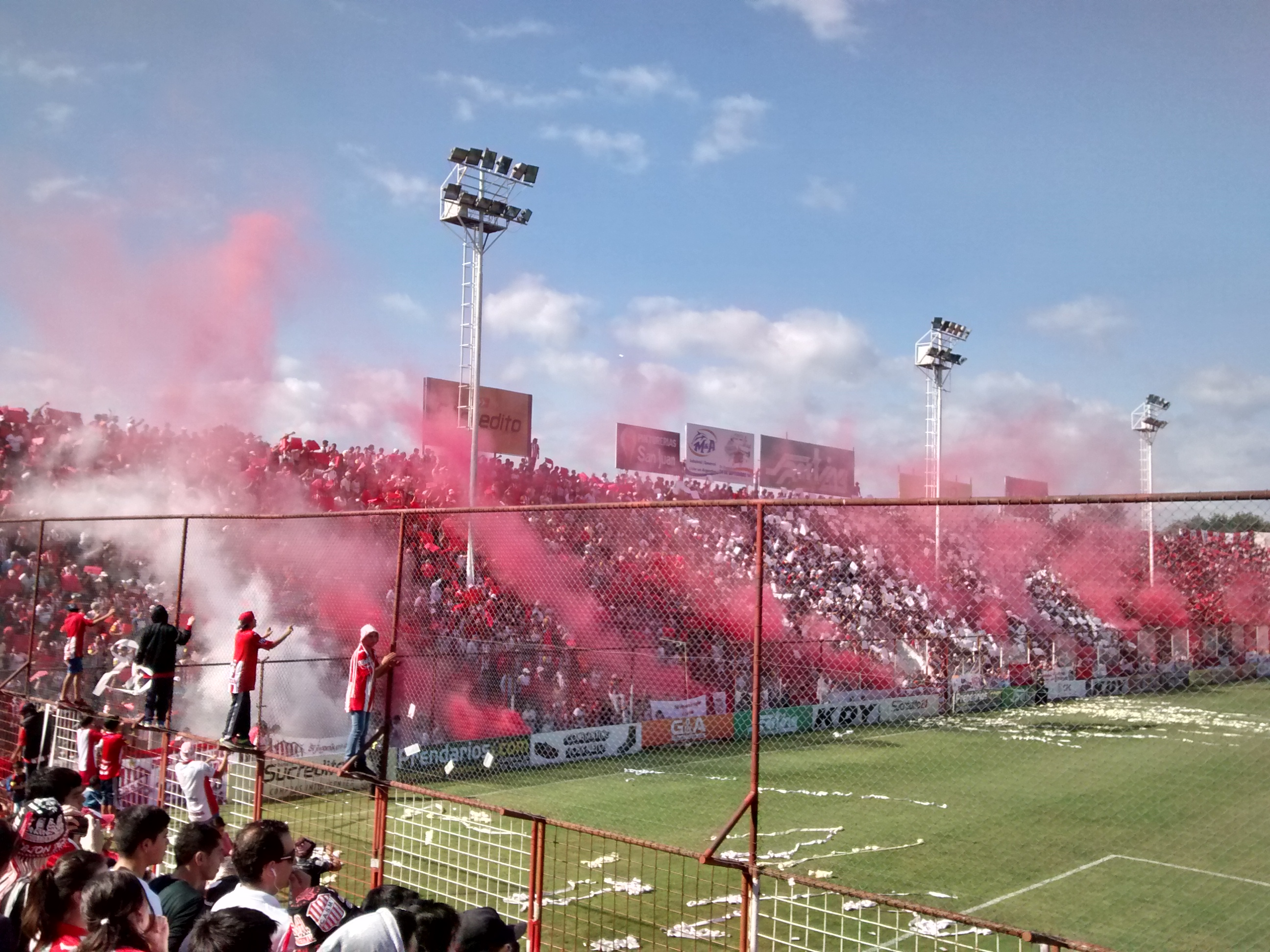
Tribuna Pellegrini durante un partido del Torneo Federal A 2016.

Desde sus comienzos la institución se volvió sinónimo de popularidad ya que éste nacía de una barriada popular integrada por la clase baja. Así todos los vecinos se sintieron atraídos e identificados con el nuevo proyecto y colaboraron con su integración y apoyo constante.
Con la llegada del primer título anual de 1919 el club comenzó a enamorar a muchos seguidores de éste apasionante deporte y comenzó a tener renombre en la región.
Los años fueron pasando y éste humilde club del sur de la ciudad tucumana comenzaba a ser partícipe de torneos importantes al nivel regional y nacional, su precario campo de juego era invadido por cientos de simpatizantes que se acercaban para ver al equipo santo.
Dentro de la inmensa hinchada Ciruja son recordadas grandes convocatorias como cuando fue campeón de la Copa de la República ante Newell's Old Boys de Rosario, en el Estadio José Fierro  de su clásico rival, Atlético Tucumán.
Varias veces fueron las ocasiones en la que se noto una gran multitud aglomerada en el estadio La Ciudadela. Una estas incontables veces fue en el partido disputado de cuartos de final del Torneo Federal A 2015/16 que enfrentaba a San Martín vs Guaraní de Antonio Franco. Según comentan medios de la provincia hubo cerca de 38000 personas en un estadio que en ese momento contaba con capacidad para 25000. 
Otro partido fue en la final del Torneo Federal B 2004/05 en la que el santo se iba a encontrar con el sorprendente Sportivo Patria luego de una gran campaña por parte de ambos conjuntos había una gran esperanza en el pueblo ciruja de seguir su camino al regreso del Torneo de primera división. Según cuentan hinchas que vivieron esa noche en la que el Santo ganó el partido y logró el ascenso fue la fecha en la que más gente se recuerda que hubo en el estadio.
Así como hay innumerables momentos en el que la Provincia de Tucumán se encontraba con aficionados del Club Atlético San Martín colmando los alrededores también hay momentos en que la hinchada se hizo notar en otros lugares fuera del jardín de la República; como en el Chaco, Buenos Aires (concretamente en la mítica Bombonera, el Estadio Monumental, El Cilindro de Avellaneda,entre otros), Formosa, Santa Fe, Salta, Jujuy,  Santiago del Estero, Catamarca, Córdoba, etc.

## San Martín en los videojuegos
San Martín estuvo presente en la versión de Pro Evolution Soccer 2019. La plantilla entera fue incluida en el FIFA 19 en donde se relatan partidos desde el jardín de la República. Se puede escoger entre la indumentaria oficial y dos alternativas. El estadio la Ciudadela recibió su actualización incluyendo la nueva bandeja construida durante la campaña de 2017.

## Hinchada
La hinchada de San Martín de Tucumán es una de las más populares del interior del país, logrando estar entre las 10 más populares del país en varios censos y con una masa societaria que la ubica entre las 5 hinchada más popular del interior.

## Partidos ante extranjeros de San Martín
Oficialmente, San Martín no enfrentó a rivales internacionales. Sin embargo, a lo largo de su historia enfrentó a diversos clubes extranjeros en carácter de amistosos por diversos motivos. 
En 1932 se enfrentó al Team Uruguay Postal de Montevideo con motivo de inaugurar La Ciudadela. En 1941 jugó contra Cerro Porteño de Paraguay en el que se puso en juego la Copa San Miguel de Tucumán, este encuentro se puso en juego porque San Martín había salido campeón del torneo anual de la Federación Tucumana y Cerro Porteño de la Asociación Paraguaya. Otros partidos para destacar son, por ejemplo; el encuentro internacional que disputó en 1977 contra el Seleccionado Nacional de Polonia, por entonces era la selección del momento por sus buenas participaciones en los Juegos Olímpicos de Múnich y Montreal, como así también en los Mundiales de 1974 y 1982. Disputó la Copa San Miguel de Tucumán en 1994, en la que además participó el Napoli. En aquella copa, San Martín le ganó 1 a 0 a Roma de Claudio Caniggia en la final por un gol de Alfredo Zelaya. En 1988 jugó un partido amistoso contra Nacional de Uruguay, con motivo de inaugurar la red lumínica del estadio Gran Parque Central, en el que los albirrojos perdieron categóricamente.

## Lista de amistosos internacionales
Esta es una lista de todos los partidos ante clubes extranjeros disputados por el Club Atlético San Martín, con los detalles de cada encuentro y el resultado final.
| Fecha                  | Local            | Resultado | Visitante            | Lugar                                   | Competencia                                                               |
| ---------------------- | ---------------- | --------- | -------------------- | --------------------------------------- | ------------------------------------------------------------------------- |
| 19 de agosto de 1923   | San Martín       | 1-2       | Peñarol              | Gimnasio 24 de Septiembre, Tucumán      | Amistoso internacional                                                    |
| 24 de marzo de 1932    | San Martín       | 0-2       | Uruguay Postal       | Estadio La Ciudadela, Tucumán           | Amistoso internacional                                                    |
| 11 de enero de 1942    | San Martín       | 3-4       | Cerro Porteño        | Estadio Argentinos del Norte, Tucumán   | Amistoso internacional “Copa San Miguel de Tucumán”                       |
| 17 de agosto de 1950   | Bolívar          | 4-0       | San Martín           | Estadio , La Paz                        | Amistoso internacional                                                    |
| 19 de agosto de 1950   | Unión Maestranza | 1-3       | San Martín           | Estadio , Viacha                        | Amistoso internacional                                                    |
| 20 de junio de 1961    | San Martín       | 0-1       | Cerro                | Estadio Argentinos del Norte, Tucumán   | Amistoso internacional                                                    |
| 25 de marzo de 1969    | San Martín       | 1-0       | Club Guaraní         | Estadio La Ciudadela, Tucumán           | Amistoso internacional                                                    |
| 15 de marzo de 1971    | San Martín       | 2-1       | Mariscal Santa Cruz  | Estadio La Ciudadela, Tucumán           | Amistoso internacional                                                    |
| 9 de julio de 1971     | San Martín       | 3-2       | Cruzeiro             | Estadio Monumental José Fierro, Tucumán | Amistoso “Campeonato Internacional Sol, Fútbol y Turismo”                 |
| 5 de febrero de 1975   | San Martín       | 1-3       | KS Ruch Chorzów      | Estadio La Ciudadela, Tucumán           | Amistoso internacional                                                    |
| 7 de junio de 1977     | San Martín       | 1-1       | Selección de Polonia | Estadio La Ciudadela, Tucumán           | Amistoso internacional                                                    |
| 31 de agosto de 1978   | San Martín       | 1-1       | Peñarol              | Estadio La Ciudadela, Tucumán           | Amistoso internacional                                                    |
| 23 de mayo de 1979     | San Martín       | 2-0       | Lazio                | Estadio Monumental José Fierro, Tucumán | Amistoso “Torneo Cuadrangular Internacional de Fútbol – Mes de la Patria” |
| 8 de febrero de 1980   | San Martín       | 2-5       | Dinamo Tiflis        | Estadio La Ciudadela, Tucumán           | Amistoso internacional                                                    |
| 9 de julio de 1980     | San Martín       | 0-0       | Cruzeiro             | Estadio La Ciudadela, Tucumán           | Amistoso internacional                                                    |
| 1 de diciembre de 1988 | Nacional         | 6-1       | San Martín           | Estadio Gran Parque Central, Montevideo | Amistoso internacional                                                    |
| 16 de mayo de 1994     | San Martín       | 1-0       | Roma                 | Estadio La Ciudadela, Tucumán           | Amistoso internacional – Copa Miracolo                                    |
| 21 de agosto de 1994   | San Martín       | 2-0       | Bolívar              | Estadio La Ciudadela, Tucumán           | Amistoso internacional                                                    |
| 15 de enero de 2023    | San Martín       | 0-0       | Always Ready         | Estadio La Ciudadela, Tucumán           | Amistoso internacional                                                    |

|  | Partidos ganados |

|  | Partidos empatados |

|  | Partidos perdidos |

## Natalio Mirkin
Nació el 13 de marzo de 1929. Ganó las elecciones para la presidencia de San Martín el 9 de diciembre de 1973 y se mantuvo en el cargo durante 18 años, convirtiéndose en el presidente más longevo de la historia del club. Llevó a San Martín de Tucumán a jugar en la máxima categoría de fútbol Argentino y logró que el club tuviera su propio complejo. Tras su muerte, el complejo lleva su nombre. Fue unos de los impulsores del Nacional B.
Fue uno de los grandes dirigentes que tuvo el interior del país.

## Reconocimiento periodístico
En el 2009, antes del recordado Santo Centenario, el diario de mayor importancia del norte, La Gaceta, junto a destacadas figuras de la historia de San Martín y famosos periodistas del ámbito deportivo como Alejandro Fabbri, ruedan una película de 45 minutos sobre la historia del club destacando el campeonato de 1944, los años en primera división y el primer estadio entre otros aspectos.

## Datos del club
Se considera el desempeño en el ámbito nacional, donde las actuaciones del club muestran una llamativa irregularidad, al punto de que ha pasado por 5 categorías del fútbol argentino, en distintas etapas.
- Participaciones en Primera División: 20
  - Participaciones en el Torneo Nacional: 16 (1968, 1969, 1970, 1971, 1972, 1973, 1974, 1975, 1976, 1977, 1978, 1979, 1981, 1982, 1983, 1985)
  - Temporadas en el campeonato de Primera División: 4 (1988/89, 1992/93, 2008/09, 2018/19)
- Temporadas en Segunda División: 25 (1989/90-1991/92, 1993/94-2000/01, 2006/07-2007/08, 2009/10-2010/11, 2016/17-2017/18, 2019/20- )
- Temporadas en Tercera División: 10 (1986/87-1987/88, 2001/02, 2005/06, 2011/12-2016)
- Temporadas en Cuarta División: 2 (2002/03, 2004/05)
- Temporadas en Quinta División: 1 (2003/04)
- Mejor ubicación en una copa nacional: 1.º en Copa de la República 1944
- Mejor ubicación en Primera División: 8.º (cuartos de final) en el Nacional 1982 y el Nacional 1985
- Peor ubicación en Primera División: 25.º (entre 26, en el Campeonato de primera división 2018/19)
- Ubicación en la tabla histórica de Primera División: 36.º
- Máximo goleador: Lució Acosta 213 goles

Es el club del norte argentino con más participaciones en primera división en total y el club del interior del país con más ediciones disputadas del Torneo Nacional (16 de 19).

## Goleadas

### A favor

##### Primera división de Argentina
• Campeonato de Primera: 6:1 a Boca Juniors en La Bombonera en 1988.

##### Segunda división de Argentina
• Primera B Nacional: 7:0 a Arsenal en 1995.

##### Tercera división de Argentina
• Torneo Federal A: 7:0 a Unión Aconquija en 2014.

##### Cuarta división de Argentina
• Torneo Argentino B: 5:0 a Sportivo Belgrano en 2004.

### En contra

##### Torneo provincial
• Liga Tuc. de Foot-ball: 6-0 vs Atlético Tucumán en 1913.

##### Segunda división de Argentina
• Campeonato Nacional: 1:8 vs Racing Club en 1970.
• Primera B Nacional: 0:7 vs San Martín de San Juan en 2000.

##### Tercera división de Argentina
• Torneo Argentino A: 0:4 vs 13 de Junio de Pirané en 2001.

## Palmarés

### Fútbol Masculino

#### Torneos nacionales oficiales (6)
| Organizados por AFA y CFFA               | Organizados por AFA y CFFA | Organizados por AFA y CFFA |
| Competición                              | Títulos                    | Subcampeonatos             |
| ---------------------------------------- | -------------------------- | -------------------------- |
| Copa Nacional de Primera División        |                            |                            |
| Copa de la República (1)                 | 1944.                      |                            |
| Segunda categoría                        |                            |                            |
| Primera B Nacional (1/1)                 | 2007-08.                   | 2024.                      |
| Tercera categoría                        |                            |                            |
| Torneo del Interior (Zonal Noroeste) (1) | 1988.                      |                            |
| Torneo Argentino A (1/1)                 | Clausura 2006.             | 2005-06.                   |
| Torneo Federal A (1)                     | 2016.                      |                            |
| Cuarta categoría                         |                            |                            |
| Torneo Argentino B (1)                   | 2004-05.                   |                            |

#### Otros logros nacionales oficiales
- No otorgaron título de campeón

| Organizados por AFA y CFFA         | Organizados por AFA y CFFA    | Organizados por AFA y CFFA |
| Competición                        | Títulos                       | Subcampeonatos             |
| ---------------------------------- | ----------------------------- | -------------------------- |
| Torneo Regional (3/0)              | 1968, 1969 y 1976.            |                            |
| Torneo del Interior (2/0)          | 1987 y 1988.                  |                            |
| Torneo Reducido (3/1)              | 1988, 1992 y 2018.            | 1995.                      |
| Torneo Argentino B (2/0)           | Apertura 2004 y Clausura 2005 |                            |
| Promoción Primera B Nacional (1/0) | 2006                          |                            |

#### Campeonatos Locales y Provinciales Oficiales (67)
| Organizados por LTF, FTF y LTF                | Organizados por LTF, FTF y LTF                                                                                     | Organizados por LTF, FTF y LTF                               |
| Competición                                   | Títulos | Subcampeonatos                                               |
| --------------------------------------------- | --- | ------------------------------------------------------------ |
| Campeonato - LTF (0/3)                        | | 1916, 1917 y 1918.                                           |
| Anual - FTF (19/8)                            | 1919, 1923, 1940, 1941, 1943, 1944, 1945, 1947, 1949, 1953, 1954, 1955, 1956, 1967, 1969, 1970, 1971, 1974 y 1976. | 1936, 1938, 1950, 1957, 1961, 1962, 1973 y 1975.             |
| Competencia - FTF (7/7)                       | 1921, 1922, 1936, 1940, 1947, 1948 y 1964.                                                                         | 1924, 1928, 1939, 1942, 1944, 1950 y 1972.                   |
| Honor - FTF (13/10)                           | 1922, 1940, 1942, 1945, 1946, 1947, 1949, 1950, 1951, 1955, 1965, 1972 y 1973.                                     | 1935, 1938, 1939, 1943, 1948, 1954, 1956, 1957, 1961 y 1963. |
| Absoluto - FTF (12/4)                         | 1940, 1941, 1943, 1945, 1947, 1949, 1950, 1955, 1969, 1970, 1971 y 1974.                                           | 1942, 1953, 1964 y 1972.                                     |
| Iniciación - FTF (1/0)                        | 1966. |                                                              |
| Clasificación - FTF (2/0)                     | 1971 y 1972. |                                                              |
| Preparación - FTF (2/0)                       | 1974 y 1975. |                                                              |
| Interligas - FTF (1/0)                        | 1961. |                                                              |
| Interligas “Provincia de Tucumán” - CIF (1/0) | 1965. |                                                              |
| Provincial - FPFT (1/0)                       | 1971. |                                                              |
| Anual - LTF (7/3)                             | 1980, 1981, 1982, 1984, 1985, 1987 y 2004.                                                                         | 1977, 1983 y 1986.                                           |
| Petit - LTF (1/0)                             | 1978. |                                                              |
| Clasificación - LTF (0/1)                     | | 1979.                                                        |
| Clasificatorio - LTF (0/1)                    | | 1986.                                                        |

#### Copas locales (10)
| Copas locales                                             | Copas locales                                                |
| Competición                                               | Títulos                                                      |
| --------------------------------------------------------- | ------------------------------------------------------------ |
| Copa Leandro N. Alem - Federación Tucumana de Fútbol (10) | 1937, 1938, 1942, 1943, 1945, 1946, 1948, 1952, 1960 y 1967. |

#### Torneos No Oficiales Locales, Nacionales e Internacionales (59)
| Torneos y Copas Amistosas                                                                        | Torneos y Copas Amistosas |
| Competición                                                                                      | Títulos                   |
| ------------------------------------------------------------------------------------------------ | ------------------------- |
| Trofeo “Ministerio de Gobierno de Tucumán" (1)                                                   | 1914                      |
| Copa “43” (1)                                                                                    | 1914                      |
| Trofeo “Vicente Minué" (1)                                                                       | 1916                      |
| Copa “Gobernador de la Provincia" (1)                                                            | 1916                      |
| Trofeo "Ministro de Gobierno - Dr. Eudoro Avellaneda" (1)                                        | 1916                      |
| Trofeo “Centro Socialista" (1)                                                                   | 1917                      |
| Copa “Comisión de Fiestas de San Roque" (1)                                                      | 1917                      |
| Trofeo “Fortunato Saleme" (1)                                                                    | 1918                      |
| Copa “Gobernador de la Provincia - Juan B. Bascary" (1)                                          | 1918                      |
| Copa “Cristóbal Colón" (1)                                                                       | 1918                      |
| Copa “Casa Piccardo" (1)                                                                         | 1919                      |
| Copa “Camino Real" (1)                                                                           | 1922                      |
| Trofeo “Fucus" (1)                                                                               | 1926                      |
| Trofeo “Juan P. Maldonado" (1)                                                                   | 1927                      |
| Trofeo "Presidente de la Honorable Cámara de Diputados - Sr. Alberto Barros" (1)                 | 1928                      |
| Trofeo "Café Japonés" (1)                                                                        | 1928                      |
| Trofeo "Cámara de Diputados" - Torneo Club A. San Martín (1)                                     | 1929                      |
| Trofeo "Garage Royal” - Torneo Club A. Central Córdoba (1)                                       | 1931                      |
| Trofeo “Antonio Rosello” (2)                                                                     | 1935 y 1936               |
| Copa “Cervecería del Norte” (1)                                                                  | 1935                      |
| Copa "Salud Pública” (1)                                                                         | 1937                      |
| Torneo Interprovincial Rel Gani Vram” (1)                                                        | 1939                      |
| Torneo Relámpago de Tucumán Central "11 medallas” (1)                                            | 1943                      |
| Torneo Relámpago de All Boys (1)                                                                 | 1948                      |
| Trofeo “Gobernador de la Provincia” (1)                                                          | 1954                      |
| Torneo Cuadrangular Interprovincial de Campeones del Norte (1)                                   | 1955                      |
| Trofeo "Ciudad de Chicago" (1)                                                                   | 1957                      |
| Trofeo "Farmacia del Valle" (1)                                                                  | 1958                      |
| Trofeo "Casa Boquet" (1)                                                                         | 1960                      |
| Copa Gobierno de la Provincia - Semana de La Rioja (1)                                           | 1960                      |
| Copa “Gelsi” (1)                                                                                 | 1961                      |
| Trofeo "Diputado Jorge Nacul” (1)                                                                | 1961                      |
| Torneo Bodas de Oro de Central Córdoba “Trofeo Sucesión de Felipe Díaz” (1)                      | 1964                      |
| Torneo Octogonal del Norte “Copa King´s” (2)                                                     | 1968 y 1969.              |
| Torneo entre Campeones de Ligas de Capital del Noroeste “Copa Federación Judicial Argentina" (1) | 1968                      |
| Torneo Cuadrangular Interprovincial “Copa Confraternidad” (1)                                    | 1969                      |
| Copa “Miguel Critto” (1)                                                                         | 1970                      |
| Torneo Hexagonal Confraternidad (1)                                                              | 1971                      |
| Copa Confraternidad Deportiva (1)                                                                | 1971                      |
| Trofeo Presidente Perón (1)                                                                      | 1974                      |
| Copa 75° Aniversario Atlético Tucumán (1)                                                        | 1977                      |
| Copa Tricentenario (1)                                                                           | 1985                      |
| Trofeo Deportivo 10 (1)                                                                          | 1987                      |
| Trofeo "75° Aniversario - El Hogar del Empleado" (1)                                             | 1993                      |
| Jornada Internacional - "Copa San Miguel de Tucumán" - Gira Miracolo de AS Roma (1)              | 1994                      |
| Jornada Internacional - "Trofeo A.T.S." (1)                                                      | 1994                      |
| Copa "Cerveza Norte" (2)                                                                         | 1997                      |
| Copa Municipalidad Juan Bautista Alberdi - Dirección de Deportes de la Provincia (1)             | 2001                      |
| Copa La Gaceta (1)                                                                               | 2006                      |
| Cuadrangular Internacional de Santa Fe - Copa Ángel Pedro Malvicino (1)                          | 2008                      |
| Copa Bicentenario de la Batalla de Tucumán (1)                                                   | 2012                      |
| Torneo Cuadrangular Interprovincial “Copa Supermercados Emilio Luque" (1)                        | 2015                      |
| Copa Bicentenario de la Independencia Argentina (1)                                              | 2016                      |
| Copa Revancha Bicentenario de la Independencia Argentina (1)                                     | 2016                      |
| Copa Municipalidad Ciudad de Salta (1)                                                           | 2017                      |
| Copa Honorable Legislatura de Tucumán (1)                                                        | 2018                      |

#### Otros Logros Destacados
1950 - Vicecampeón con todos los honores de Campeón - Campeonato Argentino de Fútbol Infantil “Evita”
1968 - Ganador Torneo regional (San Martín disputó el Grupo A, directamente a semifinales; eliminó en la semifinal a Sarmiento de Catamarca y en la final del grupo a Central Córdoba de Santiago del Estero). Clasificó al Nacional.
1969 - Ganador Torneo regional (San Martín disputó el Grupo A, directamente la final del grupo; donde eliminó en la final a Juventud Antoniana de Salta). Clasificó al Nacional.
1976 - Ganador Torneo regional (San Martín disputó el grupo H, junto con Concepción F.C. y Santa Rosa; en primera fase Santa Rosa eliminó a Concepción F.C.; en segundo fase San Martín eliminó a Santa Rosa. En tercera fase San Martín eliminó a Américo Tesorieri de la Rioja y ganó el grupo H. En la final entre el grupo H y el grupo A, eliminó a Jorge Newbery de Junín y clasificó al Nacional.
1987 - Ganador Región Norte del  Torneo del Interior
1988 - Ganador Región Norte del Torneo del Interior
1988 - Ganador Torneo Dodecagonal por el segundo ascenso a primera división
1992 - Ganador Torneo Dodecagonal por el segundo ascenso a primera división
2004 - Ganador Torneo Apertura (Región Norte) – Torneo Argentino B
2005 - Ganador Torneo Clausura (Región Norte) – Torneo Argentino B
2006 - Ganador de la Promoción Nacional B-Argentino A
2018 - Ganador Torneo Reducido por el segundo ascenso a primera división

### Fútbol Femenino
| Organizados por AFA y CFFA                                         | Organizados por AFA y CFFA | Organizados por AFA y CFFA |
| Competición                                                        | Títulos                    | Subcampeonatos             |
| ------------------------------------------------------------------ | -------------------------- | -------------------------- |
| Campeonato Nacional de Primera División                            |                            |                            |
| Campeonato Nacional Femenino de Equipos y Selecciones de Ligas (3) | 2012, 2013, 2014.          |                            |

## Ascensos y descensos
A partir de la creación del Nacional B como segunda categoría del fútbol argentino, en 1986.
- Torneo del Interior a Nacional B: 1988
- Nacional B/Torneo Reducido a primera división: 1988
- Primera división a Nacional B: 1989
- Nacional B a primera división: 1992
- Primera división a Nacional B: 1993
- Primera B Nacional a Torneo Argentino A: 2001
- Torneo Argentino A a Torneo Argentino B: 2002
- Torneo Argentino B a Liga Tucumana: 2003
- Liga tucumana a Torneo Argentino B: 2004
- Torneo Argentino B a Torneo Argentino A: 2005
- Torneo Argentino A a Primera B Nacional: 2006
- Primera B Nacional a primera división: 2008
- Primera división a Primera B Nacional: 2009
- Primera B Nacional a Torneo Argentino A: 2011
- Torneo Federal A a Primera B Nacional: 2016
- Primera B Nacional a primera división: 2018
- Primera división a Primera Nacional: 2019